# Canton de Loudéac
Le canton de Loudéac est une circonscription électorale française située dans le département des Côtes-d'Armor et la région Bretagne.

## Histoire
- Le canton de Loudéac a été créé en 1790[1].

- De 1833 à 1840, les cantons de Loudéac et de La Chèze avaient le même conseiller général. Le nombre de conseillers généraux était limité à 30 par département[5].

- Un nouveau découpage territorial des Côtes-d'Armor entre en vigueur à l'occasion des élections départementales de mars 2015, défini par le décret du 13 février 2014[4], en application des lois du 17 mai 2013 (loi organique 2013-402 et loi 2013-403)[6]. Les conseillers départementaux sont, à compter de ces élections, élus au scrutin majoritaire binominal mixte. Les électeurs de chaque canton élisent au Conseil départemental, nouvelle appellation du Conseil général, deux membres de sexe différent, qui se présentent en binôme de candidats. Les conseillers départementaux sont élus pour 6 ans au scrutin binominal majoritaire à deux tours, l'accès au second tour nécessitant 12,5 % des inscrits au 1er tour. En outre la totalité des conseillers départementaux est renouvelée. Ce nouveau mode de scrutin nécessite un redécoupage des cantons dont le nombre est divisé par deux avec arrondi à l'unité impaire supérieure si ce nombre n'est pas entier impair, assorti de conditions de seuils minimaux[7]. Dans les Côtes-d'Armor, le nombre de cantons passe ainsi de 52 à 27. Le nombre de communes du canton de Loudéac passe de 6 à 11.

- Le nouveau canton de Loudéac est formé de communes des anciens cantons de La Chèze (9 communes) et de Loudéac (2 communes). Le canton est entièrement inclus dans l'arrondissement de Saint-Brieuc. Le bureau centralisateur est situé à Loudéac.

## Représentation

### Conseillers d'arrondissement (de 1833 à 1940)
Le canton de Loudéac faisait partie de l'arrondissement de Loudéac jusqu'à sa disparition en 1926.
| Période                                  | Période      | Identité                                  | Étiquette   | Qualité |
| ---------------------------------------- | ------------ | ----------------------------------------- | ----------- | --- |
| 1833                                     | 1836         | Pierre Joseph Marie Le Vexier (1793-1858) |             | Juge d'instruction au Tribunal de Loudéac                                                                   |
| 1836                                     | 1842         | M. Connan ainé                            |             | Marchand à Loudéac                                                                                          |
|                                          |              |                                           |             | |
| 1848                                     | 1852         | Pierre-Anne Viet                          |             | Avoué à Loudéac                                                                                             |
| 1852                                     | 1868 (décès) | Émile Hillion (1801-1868)                 |             | Juge au Tribunal civil, propriétaire à Loudéac                                                              |
|                                          |              |                                           |             | |
| 1871                                     |              | Francis Boscher de Langle (1835-1918)     | Monarchiste | Avocat, propriétaire à Loudéac                                                                              |
|                                          |              |                                           |             | |
| 1901                                     | 1907         | M. Le Roux                                |             | Cultivateur, adjoint au maire de Loudéac                                                                    |
| 1907                                     | 1919         | Henri Le Vézouët                          | Rad.        | Vétérinaire à Loudéac                                                                                       |
| 1925                                     | 1940         | Victor Étienne                            | Rad.        | Cultivateur, adjoint au maire de Loudéac                                                                    |
| 1940                                     |              |                                           |             | Les conseils d'arrondissement ont été suspendus par la loi du 12 octobre 1940 et n'ont jamais été réactivés |
| Les données manquantes sont à compléter. |              |                                           |             | |

### Conseillers généraux de 1833 à 2015
| Période | Période      | Identité                                 | Étiquette                 | Qualité |
| ------- | ------------ | ---------------------------------------- | ------------------------- | --- |
| 1833    | 1834 (décès) | Louis-Alexis Carré-Kerisouet (1768-1834) |                           | Maître de forges à Vaublanc Maire de Plémet |
| 1834    | 1845         | Théophile Bigrel                         | Droite Monarchiste        | Avocat et avoué à Loudéac Ancien Sous-Préfet Député des Côtes-du-Nord (1849-1851 et 1852)                                                                            |
| 1845    | 1848         | Charles Viet-Villehamon                  |                           | Avocat à Loudéac |
| 1848    | 1852         | Abbé Jean-Baptiste Le Mercier            |                           | Directeur de la communauté agricole de la Belle Joie à Loudéac |
| 1852    | 1864         | Michel Connan                            |                           | Propriétaire Maire de Loudéac (1849-1860) |
| 1864    | 1880         | Baron Charles Alfred de Janzé            | Républicain Centre gauche | Agronome et économiste, propriétaire à Paris Député des Côtes-du-Nord (1863 → 1869, 1871 → 1876, 1878 → 1881, 1882 → 1885)                                           |
| 1880    | 1886         | Francis Boscher-Delangle                 | Droite Monarchiste        | Avocat Maire de Loudéac (1882-1896), ancien conseiller d'arrondissement                                                                                              |
| 1886    | 1889 (décès) | Félix Robin de Morhéry                   | Républicain               | Négociant à Loudéac |
| 1889    | 1898         | Francis Boscher-Delangle                 | Droite Monarchiste        | Avocat Maire de Loudéac (1882 → 1896) |
| 1898    | 1904         | Arthur Enaud                             | Droite                    | Avoué, président fondateur des courses hippiques de Loudéac |
| 1904    | 1919 (décès) | Louis Turmel                             | Rad.                      | Avoué et avocat Maire de Loudéac (1908 → 1917) Député des Côtes-du-Nord (1910-1919)                                                                                  |
| 1919    | 1940         | Henri Le Vézouet                         | Rad.ind.                  | Vétérinaire, conseiller d'arrondissement Maire de Loudéac (1925 → 1942) Député (1928 → 1936)                                                                         |
|         |              |                                          |                           | |
| 1945    | 1949         | Émile Le Plénier                         | SFIO                      | Cultivateur-exploitant Conseiller municipal de Loudéac (1945 → 1947)                                                                                                 |
| 1949    | 1961         | Henri Cordier                            | CNIP                      | Négociant (Épicerie et vins) Maire de Loudéac (1945 → 1955) Sénateur des Côtes-du-Nord (1948 → 1959)                                                                 |
| 1961    | 1967         | André Glon                               | MRP puis app. UDR         | Minotier Suppléant de la députée Marie-Madeleine Dienesch (1962-1978) Député des Côtes-du-Nord puis d'Armor (3e circ.) (1968 → 1978) Maire d'Hémonstoir              |
| 1967    | 1985         | Pierre Étienne                           | DVD                       | Chirurgien Maire de Loudéac (1955 → 1979) |
| 1985    | 1992         | Didier Chouat                            | PS                        | Professeur d'histoire Maire de Loudéac (1989 → 2001) Député des Côtes-du-Nord puis d'Armor (3e circ.) (1981 → 1993 et 1997 → 2002) Vice-président du conseil général |
| 1992    | 1998         | Pierre Étienne (fils)                    | DVD                       | Chirurgien Conseiller municipal de Loudéac Suppléant du député RPR Marc Le Fur (1993-1997)                                                                           |
| 1998    | 2004         | Jean Buchon                              | PS                        | Chef d'entreprise 1er adjoint de Loudéac |
| 2004    | 2015         | Gérard Huet                              | SE                        | Enseignant Maire de Loudéac (2001 → 2016) Vice-président de la CIDERAL (2014 → 2016)                                                                                 |

### Conseillers départementaux après 2015
| Période élective | Période élective | Mandat | Mandat   | Identité           | Nuance | Nuance | Qualité |
| ---------------- | ---------------- | ------ | -------- | ------------------ | ------ | ------ | --- |
| 2015             | 2021             | 2015   | 2021     | Béatrice Boulanger |        | LR     | Collaboratrice du député Marc Le Fur Conseillère municipale de Loudéac |
| 2015             | 2021             | 2015   | 2021     | Romain Boutron     |        | LR     | Chef d'entreprises Maire de Plémet (2014 → 2015) puis des Moulins (2016 → 2020) Vice-président de la CIDERAL (2014 → ) 5ème Vice-Président du Conseil départemental (Finances et budget) Elu Président du Conseil départemental lé 26 octobre 2020 |
| 2021             | 2028             | 2021   | en cours | Béatrice Boulanger |        | LR     | Conseillère sortante |
| 2021             | 2028             | 2021   | en cours | Romain Boutron     |        | LR     | Conseiller sortant |

### Résultats détaillés

#### Élections de mars 2015
À l'issue du 1er tour des élections départementales de 2015, deux binômes sont en ballottage : Béatrice Boulanger et Romain Boutron (UMP, 49,2 %) et Jean-Paul Duault et Clémence Jouan (DVG, 33,59 %). Le taux de participation est de 55,73 % (7 666 votants sur 13 755 inscrits) contre 56,24 % au niveau départementalet 50,17 % au niveau national.
Au second tour, Béatrice Boulanger et Romain Boutron (UMP) sont élus avec 61,68 % des suffrages exprimés et un taux de participation de 56,85 % (4 536 voix pour 7 817 votants et 13 751 inscrits).

#### Élections de juin 2021
Le premier tour des élections départementales de 2021 est marqué par un très faible taux de participation (33,26 % au niveau national). Dans le canton de Loudéac, ce taux de participation est de 36,82 % (5 026 votants sur 13 650 inscrits) contre 39,37 % au niveau départemental. À l'issue de ce premier tour, deux binômes sont en ballottage : Béatrice Boulanger et Romain Boutron (LR, 64,25 %) et Gaëlle Gouerou et Antoine Ravard (DVG, 22,72 %).
Le second tour des élections est marqué une nouvelle fois par une abstention massive équivalente au premier tour. Les taux de participation sont de 34,3 % au niveau national, 40,31 % dans le département et 38,12 % dans le canton de Loudéac. Béatrice Boulanger et Romain Boutron (LR) sont élus avec 71,25 % des suffrages exprimés (3 521 voix pour 5 204 votants et 13 651 inscrits),,. 

## Composition

### Composition avant 2015

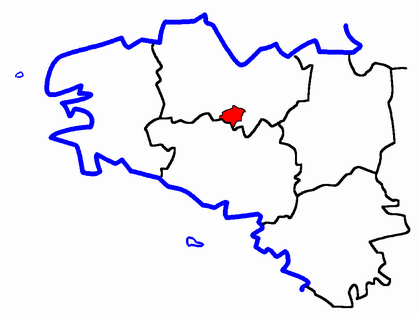
Situation du canton de Loudéac dans le département des Côtes-d'Armor avant 2015.

Le canton de Loudéac regroupait six communes.
| Nom                 | Code Insee | Codepostal | Superficie (km2) | Population (dernière pop. légale) | Densité (hab./km2) |
| ------------------- | ---------- | ---------- | ---------------- | --------------------------------- | ------------------ |
| Loudéac (chef-lieu) | 22136      | 22600      | 80,24            | 9 661 (2012)                      | 120                |
| Hémonstoir          | 22075      | 22600      | 14,03            | 698 (2012)                        | 50                 |
| La Motte            | 22155      | 22600      | 43,03            | 2 088 (2012)                      | 49                 |
| Saint-Caradec       | 22279      | 22600      | 21,94            | 1 181 (2012)                      | 54                 |
| Saint-Maudan        | 22314      | 22600      | 6,67             | 380 (2012)                        | 57                 |
| Trévé               | 22376      | 22600      | 26,63            | 1 617 (2012)                      | 61                 |

### Composition à partir de 2015
Après le redécoupage de 2014, le canton de Loudéac comprenait 11 communes entières.
À la suite de la fusion, au 1er janvier 2016, de Plémet et La Ferrière pour former la commune nouvelle des Moulins, le canton compte dix communes :
| Nom                             | Code Insee | Intercommunalité                        | Superficie (km2) | Population (dernière pop. légale) | Densité (hab./km2) | Modifier                                    |
| ------------------------------- | ---------- | --------------------------------------- | ---------------- | --------------------------------- | ------------------ | ------------------------------------------- |
| Loudéac (bureau centralisateur) | 22136      | CC Loudéac Communauté ? Bretagne Centre | 80,24            | 9 875 (2022)                      | 123                | modifier les données · modifier les données |
| La Chèze                        | 22039      | CC Loudéac Communauté ? Bretagne Centre | 2,53             | 572 (2022)                        | 226                | modifier les données · modifier les données |
| Plémet                          | 22183      | CC Loudéac Communauté ? Bretagne Centre | 56,64            | 3 751 (2022)                      | 66                 | modifier les données · modifier les données |
| Plumieux                        | 22241      | CC Loudéac Communauté ? Bretagne Centre | 73,29            | 1 654 (2022)                      | 23                 | modifier les données · modifier les données |
| La Prénessaye                   | 22255      | CC Loudéac Communauté ? Bretagne Centre | 16,97            | 870 (2022)                        | 51                 | modifier les données · modifier les données |
| Saint-Barnabé                   | 22275      | CC Loudéac Communauté ? Bretagne Centre | 22,75            | 1 219 (2022)                      | 54                 | modifier les données · modifier les données |
| Saint-Étienne-du-Gué-de-l'Isle  | 22288      | CC Loudéac Communauté ? Bretagne Centre | 14,91            | 372 (2022)                        | 25                 | modifier les données · modifier les données |
| Saint-Maudan                    | 22314      | CC Loudéac Communauté ? Bretagne Centre | 6,67             | 399 (2022)                        | 60                 | modifier les données · modifier les données |
| Canton de Loudéac               | 2209       |                                         | 274,00           | 18 712 (2022)                     | 68                 | modifier les données                        |

## Démographie

### Démographie avant 2015
| 1962   | 1968   | 1975   | 1982   | 1990   | 1999   | 2006   | 2011   | 2012   |
| ------ | ------ | ------ | ------ | ------ | ------ | ------ | ------ | ------ |
| 10 619 | 11 750 | 13 756 | 14 930 | 15 166 | 14 650 | 15 291 | 15 661 | 15 625 |

### Démographie depuis 2015
En 2022, le canton comptait 18 712 habitants, en évolution de +2,01 % par rapport à 2016 (Côtes-d'Armor : +1,78 %, France hors Mayotte : +2,11 %).
| 2013   | 2018   | 2022   |
| ------ | ------ | ------ |
| 18 611 | 18 373 | 18 712 |

## Économie
Idéalement situé au cœur du centre Bretagne, le canton de Loudéac offre une situation privilégiée aux investisseurs souhaitant s'y installer. 
L'économie de ce territoire se compose d'un tissu important de commerces ainsi que d’entreprises artisanales et industrielles de pointe. L'agroalimentaire y tient une large place et permet de maintenir un niveau élevé d'emplois.